# Paul Grau
Paul René Grau (* 15. April 1950 in Uster) ist ein Schweizer Privatfernsehpionier.

## Wirken
Im Jahr 1980 gründete Paul Grau die Produktionsfirma Reflection Film AG. Als Filmproduktionsleiter wirkte er in den Filmen Die Nichten der Frau Oberst (1980), Gefangene Frauen (1980, auch Darsteller), Sechs Schwedinnen von der Tankstelle (1980) sowie Julchen und Jettchen – die verliebten Apothekerstöchter (1982).
Seine erste Arbeit als Regisseur The Mad Foxes – Feuer auf Räder erfolgte 1981. Zudem war er Regisseur in der Produktion Sechs Schwedinnen auf der Alm (1983).
1988 gründete er zusammen mit zwei Partnern die Produktionsfirma Eden TV. Diese Produktionsfirma produzierte Sendungen für den aufkommenden Privatfernsehbereich in der Schweiz. 1992 wurde das Unternehmen Partner des Privatfernsehsenders Zürich 1. Im Jahr 2009 wurde die Gesellschaft Eden TV aufgelöst.
1994 gründete die Reflection Film AG, deren Inhaber Paul Grau ist, mit dem grössten Kabelnetzbetreiber der Schweiz, der Rediffusion AG, den ersten kommerziellen Schweizer Privatfernsehsender Star TV.  Paul Grau ist Hauptaktionär und Geschäftsführer von Star TV.

## Fussnoten
1. ↑  «Eden TV»: Wir kommen wieder, das ist keine Frage... kleinreport.ch, 23. April 2003.
2. ↑  Archivierte Kopie (Memento des Originals vom 13. Juni 2011 im Internet Archive)  Info: Der Archivlink wurde automatisch eingesetzt und noch nicht geprüft. Bitte prüfe Original- und Archivlink gemäß Anleitung und entferne dann diesen Hinweis.

| Personendaten    | Personendaten                        |
| ---------------- | ------------------------------------ |
| NAME             | Grau, Paul                           |
| ALTERNATIVNAMEN  | Grau, Paul René (vollständiger Name) |
| KURZBESCHREIBUNG | Schweizer Privatfernsehpionier       |
| GEBURTSDATUM     | 15. April 1950                       |
| GEBURTSORT       | Uster                                |